# 腓特烈·克里斯蒂安二世
腓特烈·克里斯蒂安二世（德語：Friedrich Christian II.，1765年9月28日—1814年6月14日），什勒斯維希-霍爾斯坦-森訥堡-奧古斯滕堡公爵，1794年至1814年在位。

## 家庭
1786年，腓特烈·克里斯蒂安與丹麥的路易絲·奧古斯塔結婚，兩人共有2子1女：
1. 卡羅琳·阿瑪莉埃（1796年—1881年），1839年成為丹麥王后
2. 克里斯蒂安·奧古斯特（1798年—1869年），什勒斯維希-霍爾斯坦-森訥堡-奧古斯滕堡公爵
3. 腓特烈（英语：Prince Frederick of Schleswig-Holstein-Sonderburg-Augustenburg）（1800年—1865年）